# Crispijn van de Passe II

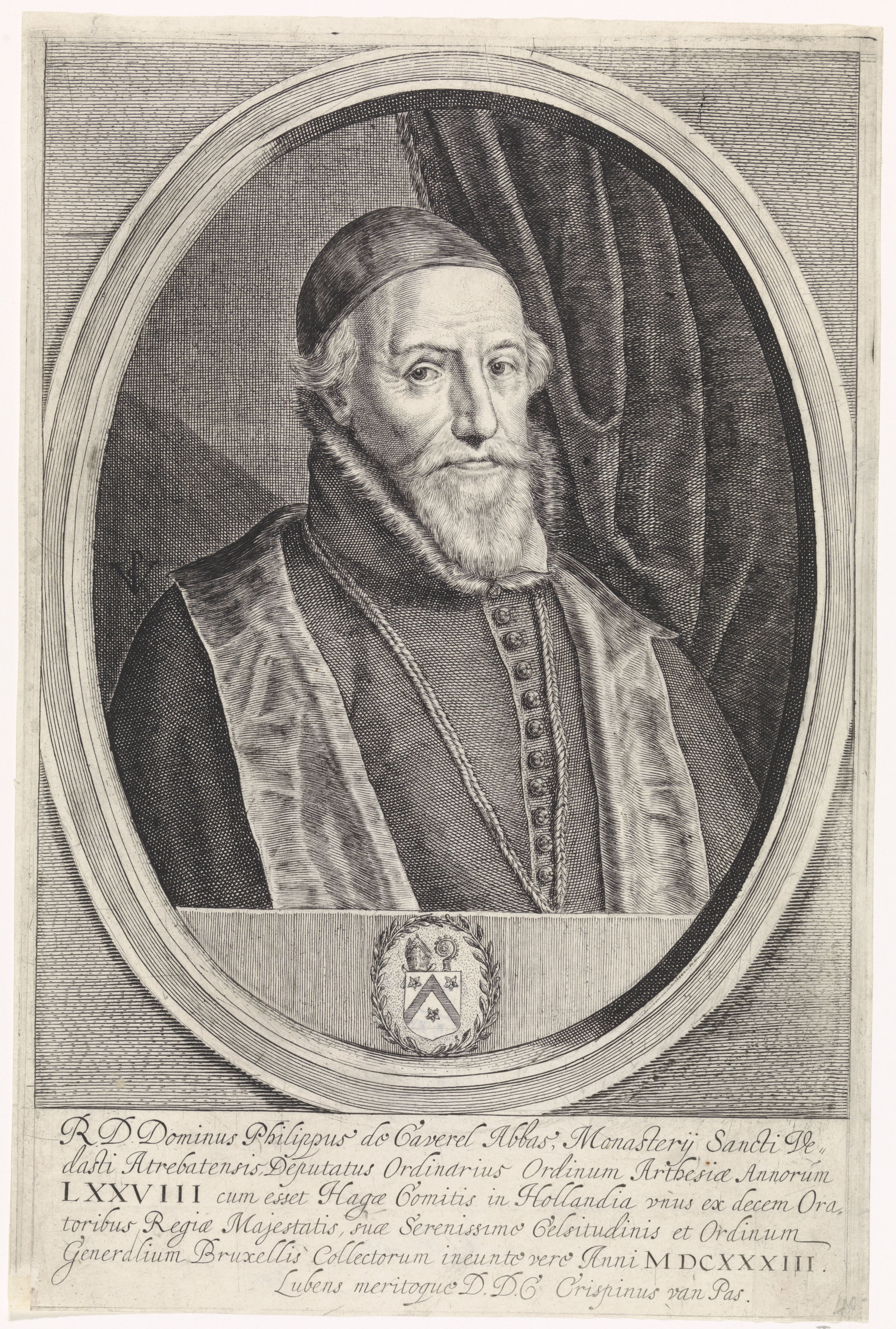
Ritratto di Philippe de Caverel

Crispijn o Crispin o Crispyn o Krispiaen (van) de Passe,   o Pas, detto de Jonghe, noto alla latina come Crispinus van de Pas, dicitura con cui firmava le proprie opere, (Colonia, 1594 – Amsterdam, 1670), è stato un incisore e disegnatore olandese del secolo d'oro, appartenente ad una famiglia di famosi incisori.

## Biografia

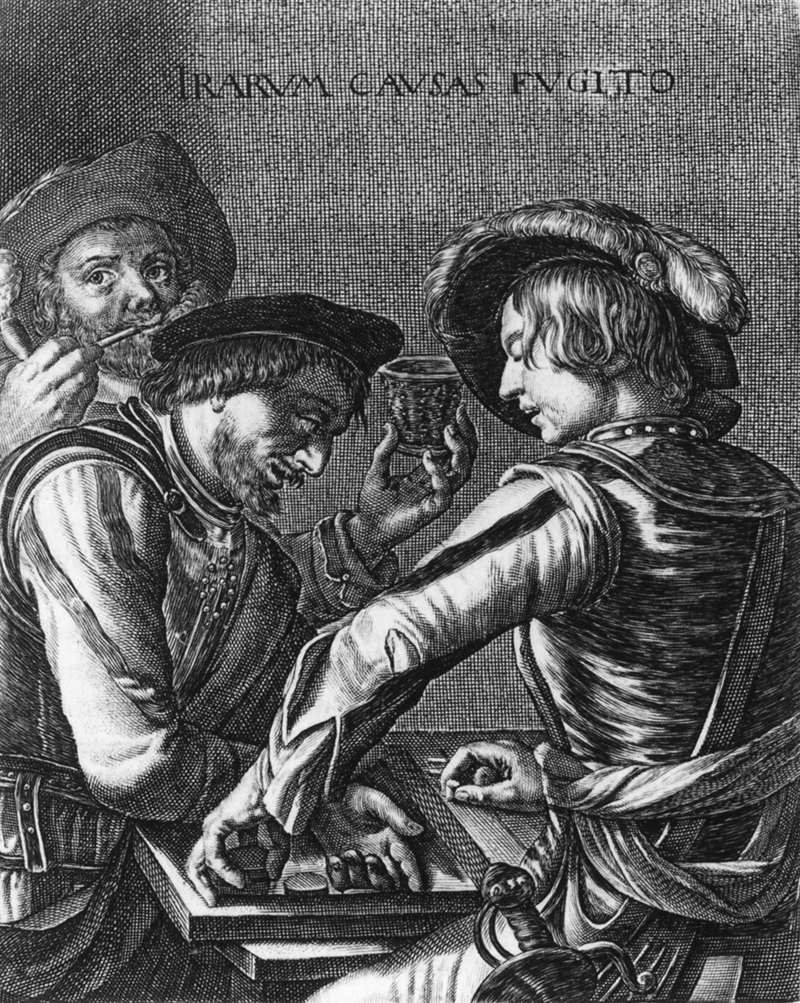
Giocatori di tavola reale

Figlio e allievo di Crispijn van de Passe e fratello di Simon, Willem e Magdalena, sposò Geertruyt van Broeck. Fu attivo a Utrecht dal 1613 al 1618, dove s'iscrisse all'Accademia, a Parigi dal 1618 al 1630, di nuovo a Utrecht dal 1630 al 1639, a Delft e Copenaghen nel 1639 e ad Amsterdam dal 1639 al 1670.
Realizzò incisioni di paesaggi, di soggetti botanici, ad esempio le illustrazioni del libro Hortus floridus (1614), probabilmente le prime ottenute utilizzando lenti per un ingrandimento a livello microscopico. Ritrasse, inoltre, personaggi famosi del tempo come Carlo I d'Inghilterra, Papa Paolo V e Filippo III di Spagna.
Furono suoi allievi David Loggan e Anthonie Heeres Sioertsma.

## Opere
- Hortus floridus in quo rariorum et minus vulgarium florum icones ad vivam veramque formam accuratissime delineatae, di Crispijn van de Passe de jongere, Ioannes Waldnelius, 1614[5]
- Sinne-beeld, tot 's vaderlands welvaert, incisione, 44,7 × 33,2 cm, 1665, Rijksmuseum, Amsterdam[6]
- Ritratto di Rombout Hogerbeets, incisione, Arolsen Klebeband[7]
- Ritratto di Carolus Niellius, incisione, 1652 circa[8]
- Una scuola di disegno, incisione, 1643, Biblioteca universitaria, Amsterdam[9]
- Giocatori di backgammon, incisione, Biblioteca universitaria, Amsterdam
- La discordia, incisione, Rijksmuseum, Amsterdam[10]
- Il coraggio, incisione, Rijksmuseum, Amsterdam[11]
- Frontespizio, incisione, 1631, Biblioteca reale dei Paesi Bassi, L'Aia[12]
- L'esploratore francese René Goulaine de Laudonnière, incisione di Charles Meryon da Crispijn van de Passe II, 1861[13]
- Ritratto di Philippe de Caverel, incisione, 1633, Rijksmuseum, Amsterdam[14]
- Floraes Mallewagen, incisione, 1640 "Il carro di Flora" allegoria sullo scoppio della bolla dei tulipani del 1637 - Rijksmuseum, Amsterdam